# Buje (Kroatië)
Buje (Italiaans: Buie d'Istria; Venetiaans en Duits: Buje, vroeger Wege) is een gemeente en plaats op het Kroatische schiereiland Istrië, de plaats heeft per 2001 5340 inwoners.
Het ligt 10 kilometer in het Istrische binnenland. De geschiedenis van Buje gaat ver terug in de tijd: al sinds de prehistorie werd deze plek bewoond. Buje groeide van een Romeins en Slavische nederzetting, tot een middeleeuwse stad en tot een modern centrum voor de regio.
De architectuur van het oude centrum blijkt van langdurige Venetiaanse invloed, er zijn smalle straatjes en er is middeleeuwse architectuur terug te vinden. Op de fundering van een Romeinse tempel staat een in de barokstijl gebouwde 16e-eeuwse kerk. Delen van de oude stenen vestigingsmuren zijn bewaard gebleven.
Het oude centrum ligt op een heuvel, die een goed zicht biedt op de mediteriaanse vegetatie en de wijngaarden in de omgeving.
Buje is uit zijn voegen gesprongen, en buiten het oude centrum is een nieuwe stad ontstaan. Na de Tweede Wereldoorlog heeft Buje een status gekregen van een industrieel, cultureel en economisch centrum in de regio.
Toeristen gaan vaak naar Buje om even weg te zijn van de drukke, toeristische, Istrische kust.
Het stadje heeft een grote etnische minderheid van Italianen (35%) die ook een eigen Italiaanse school hebben.

## Externe link

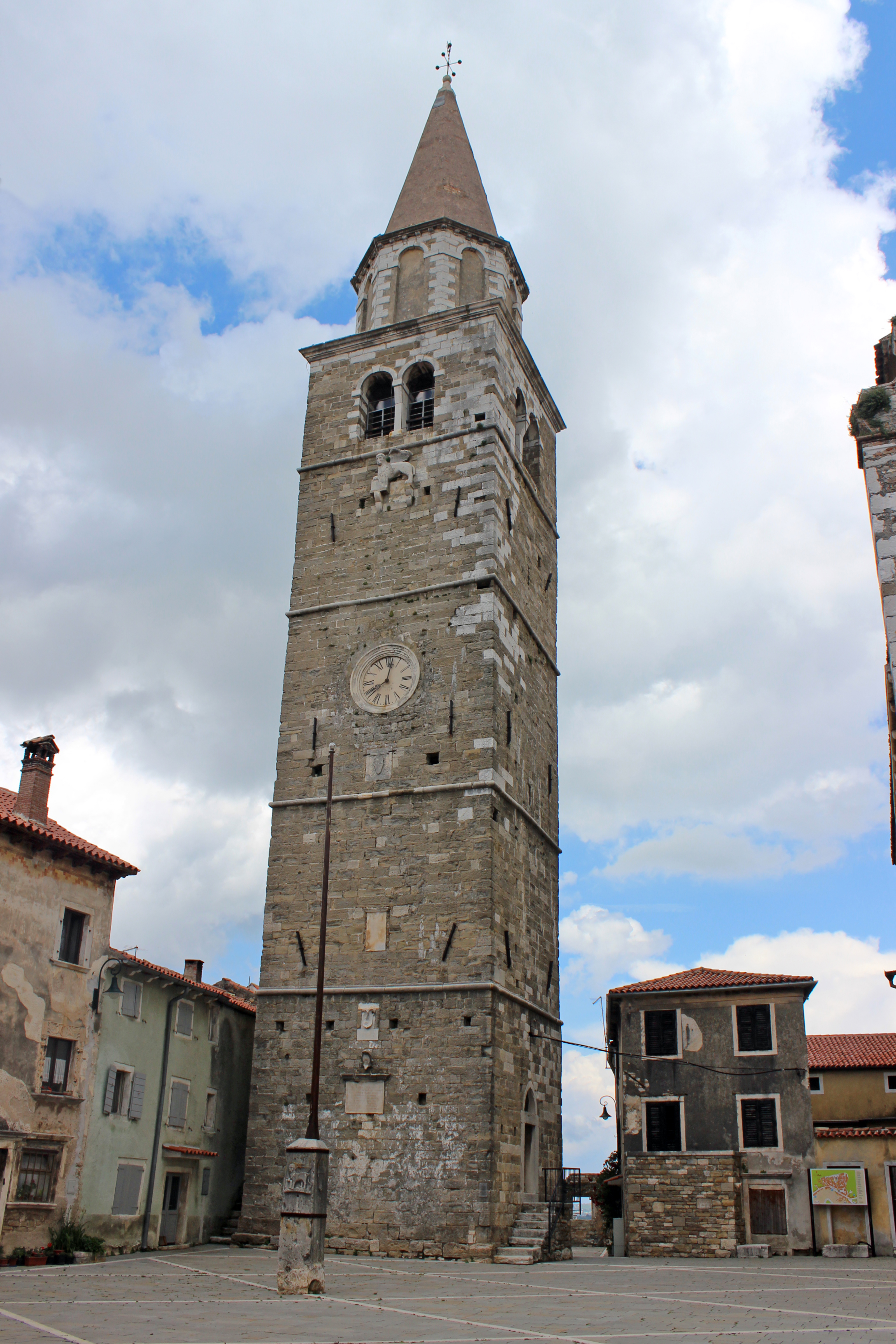
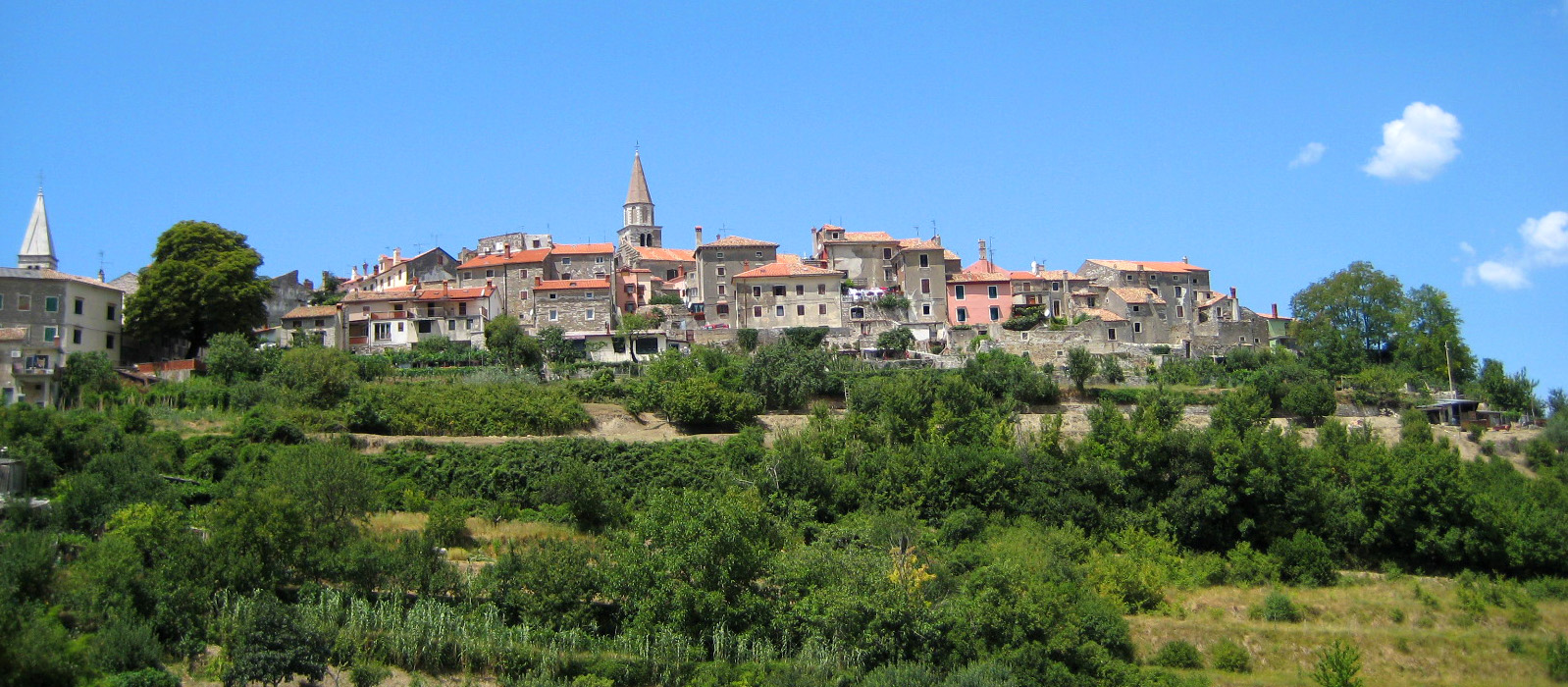
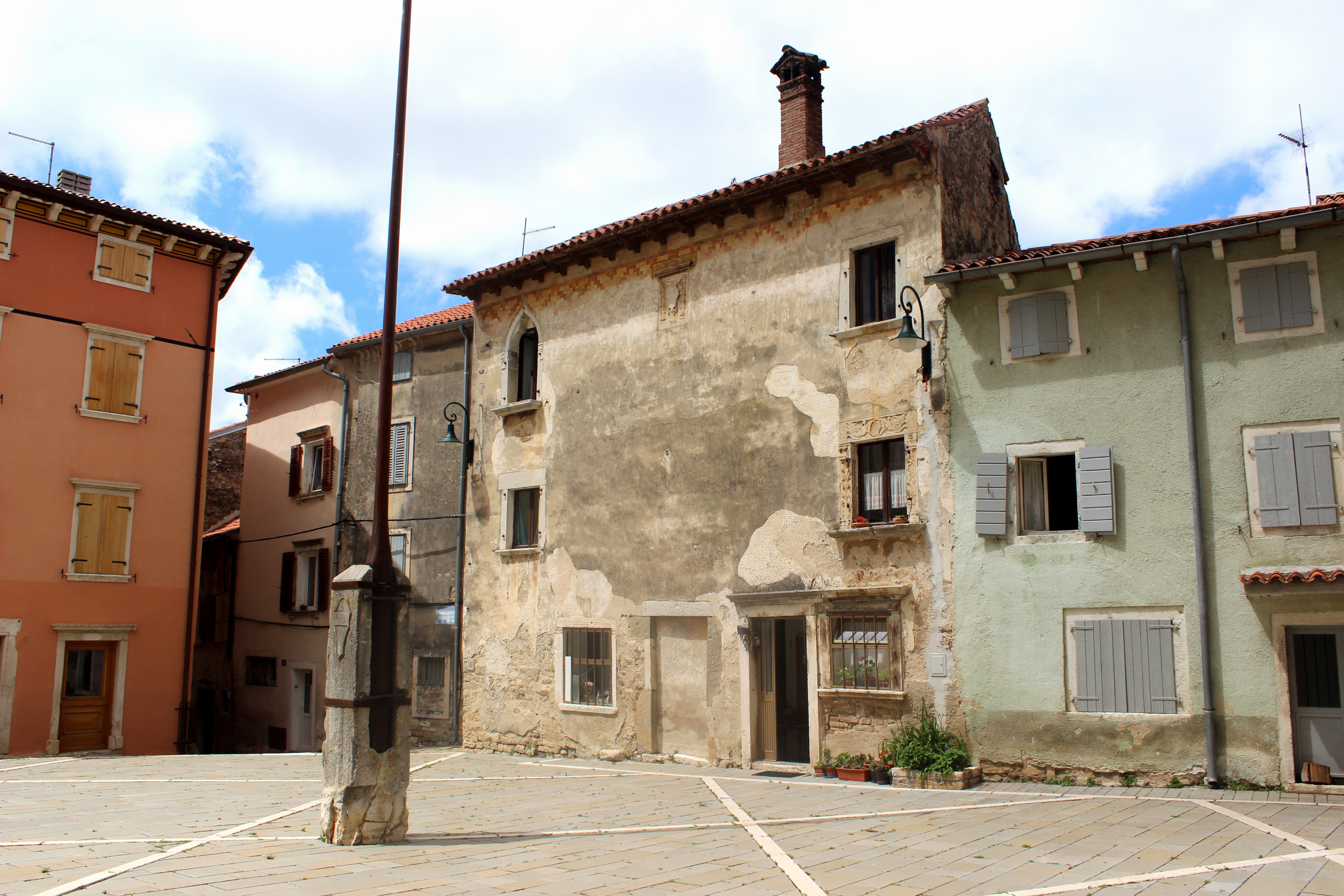
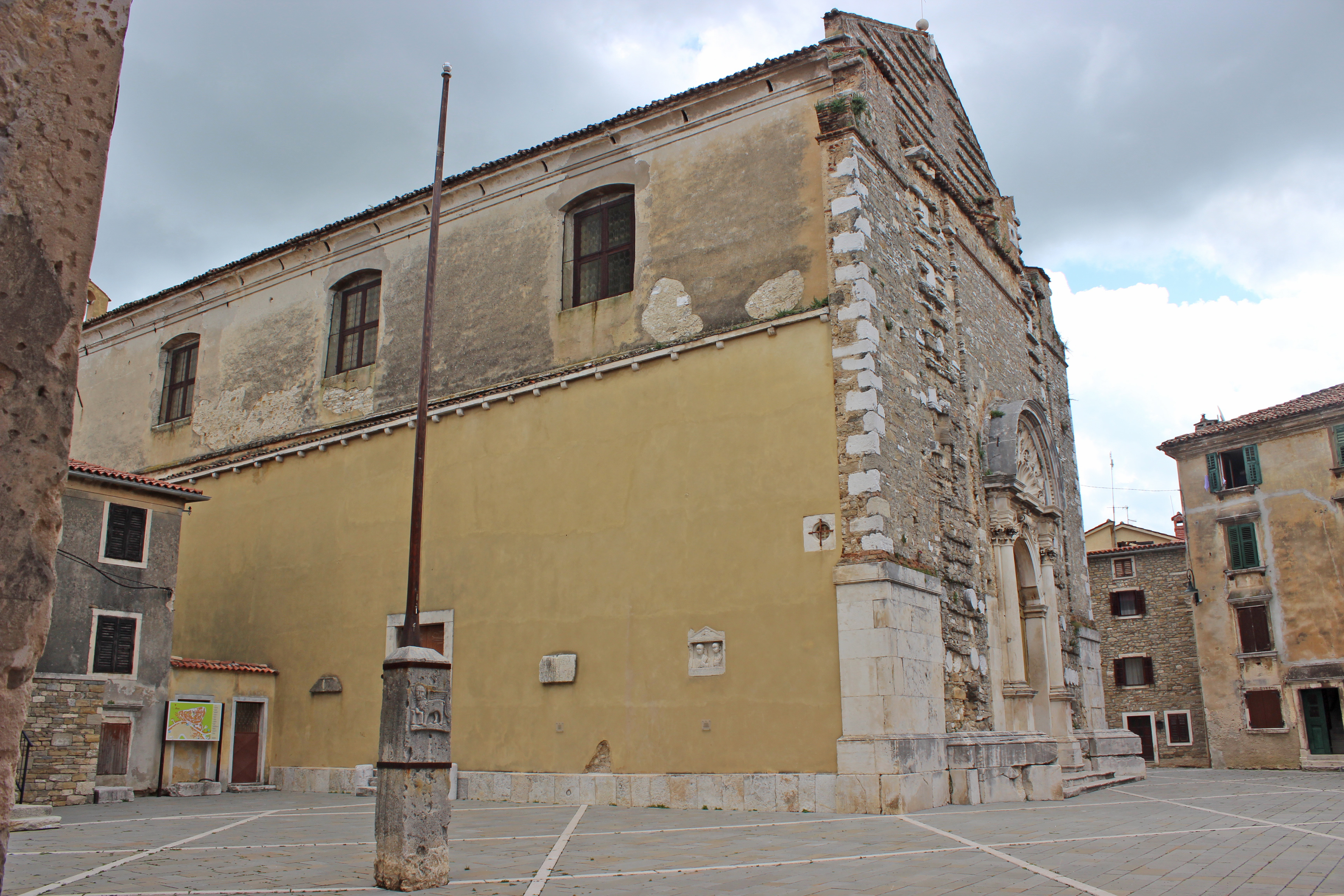
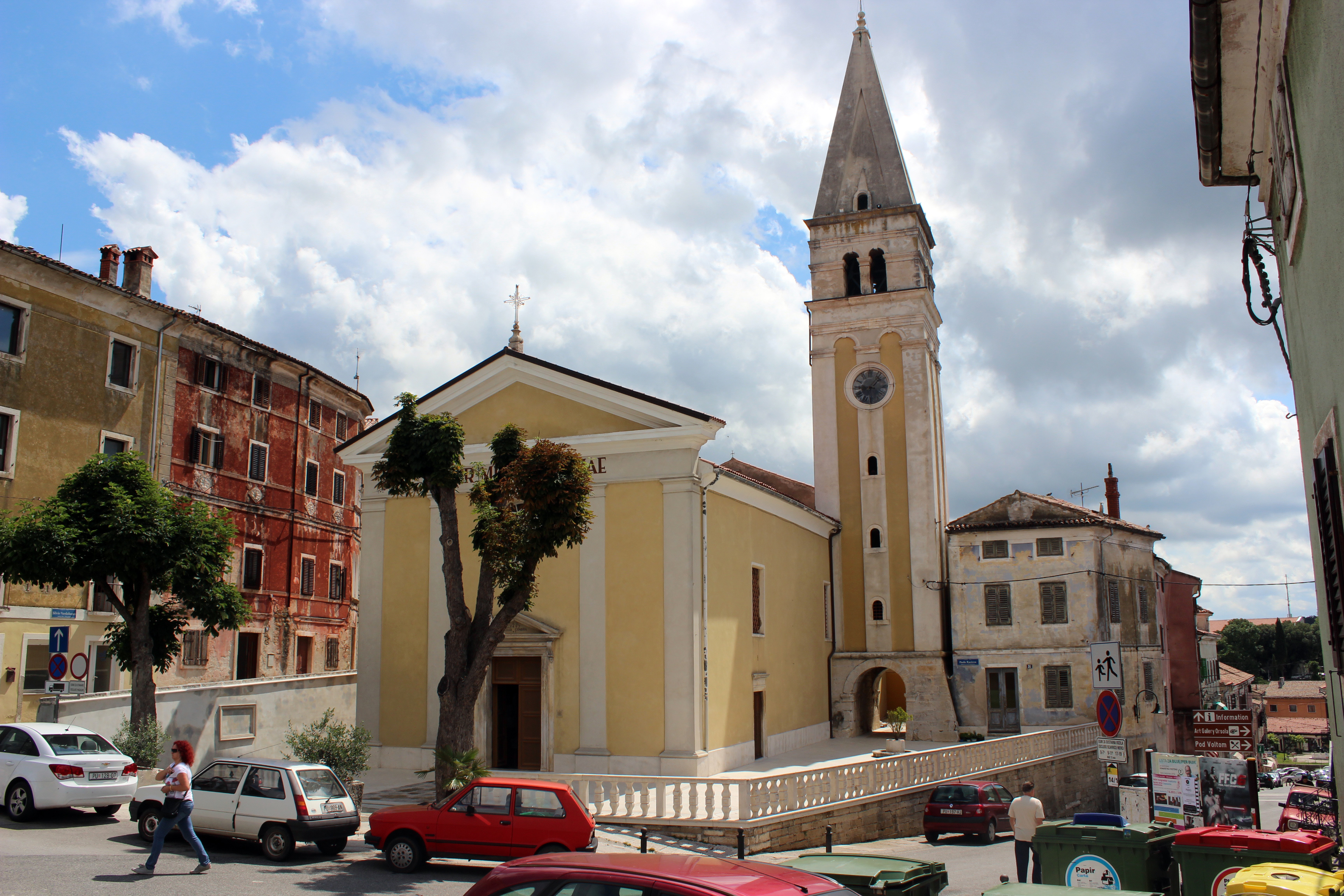
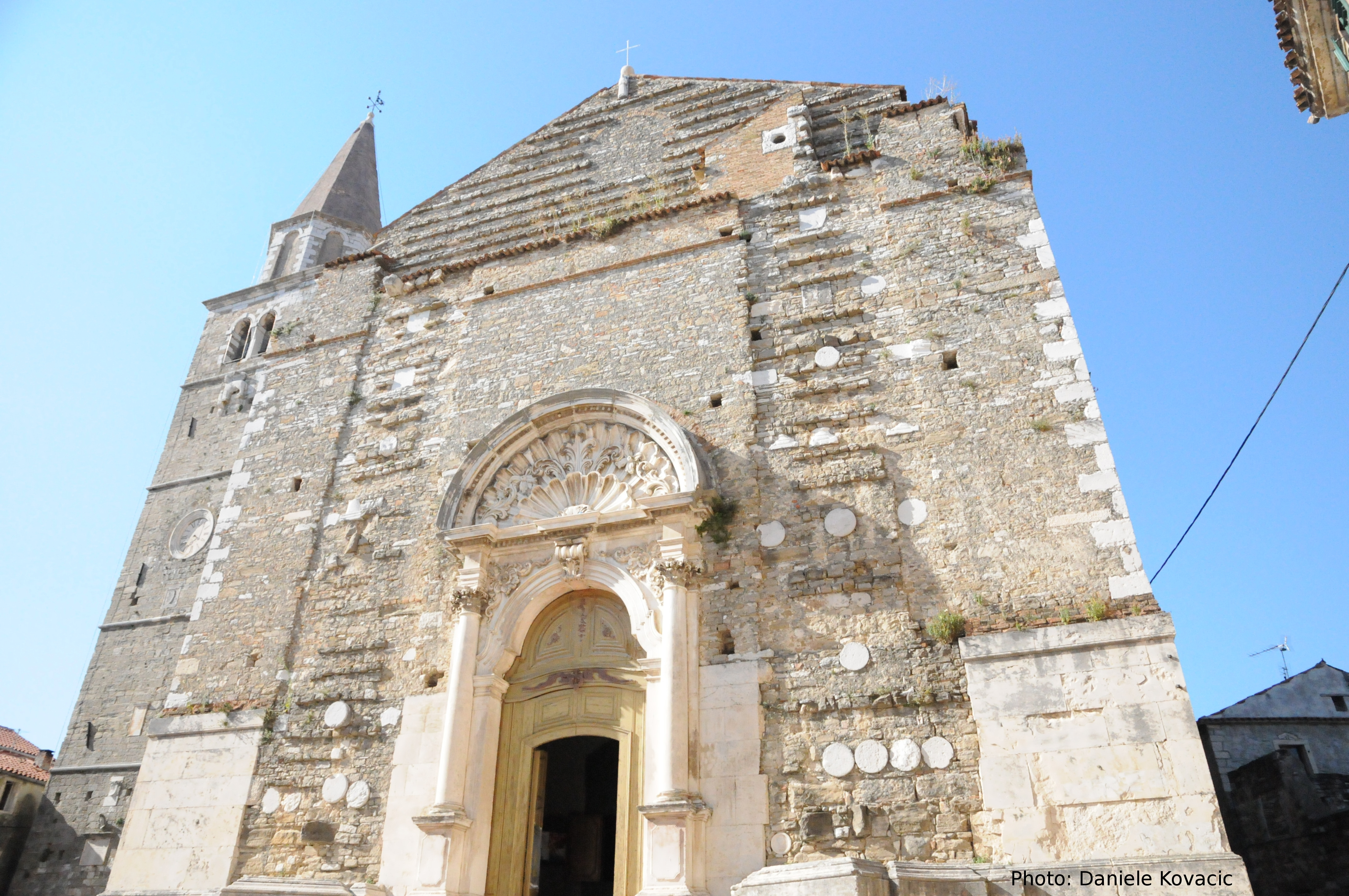
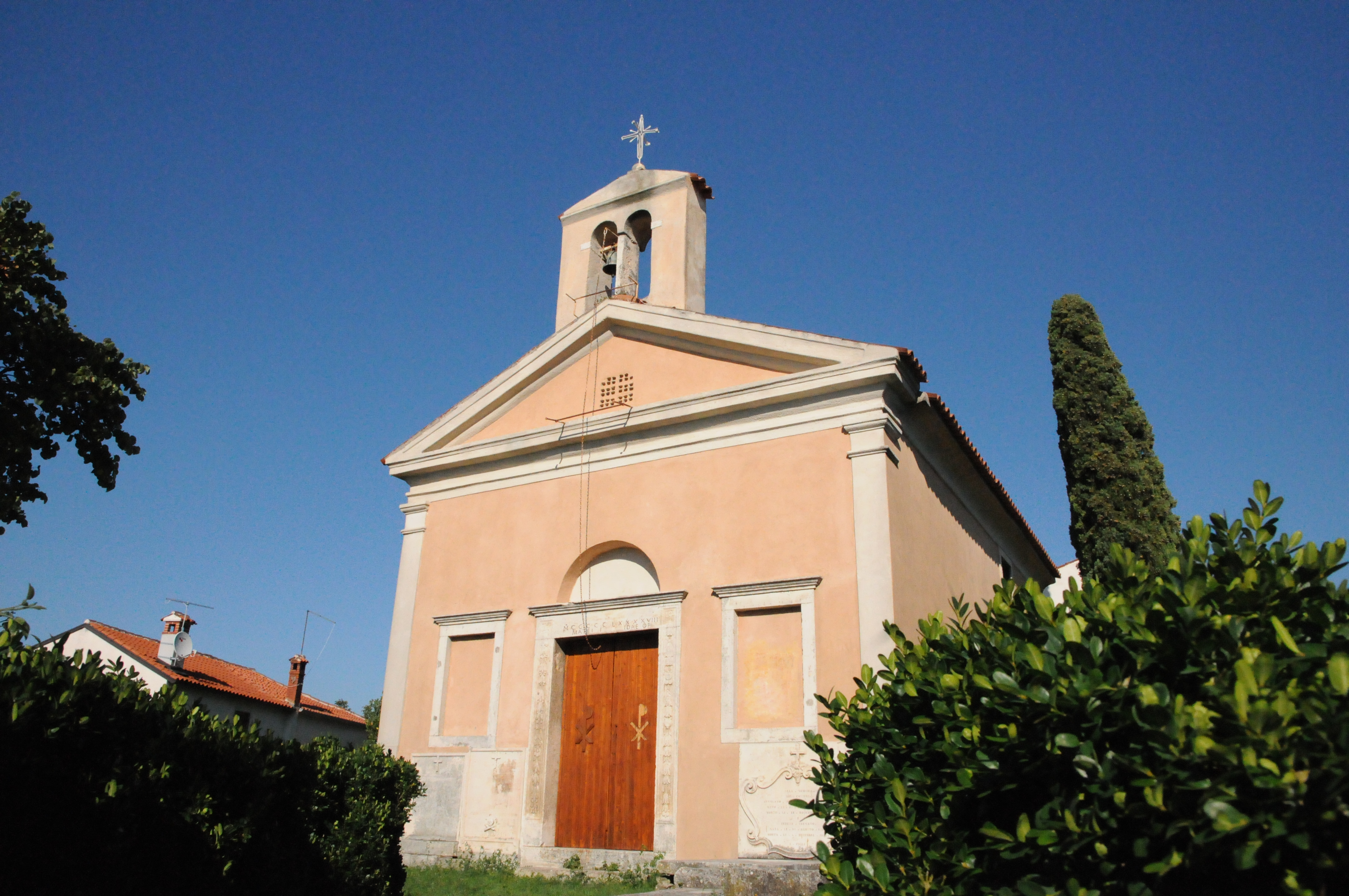
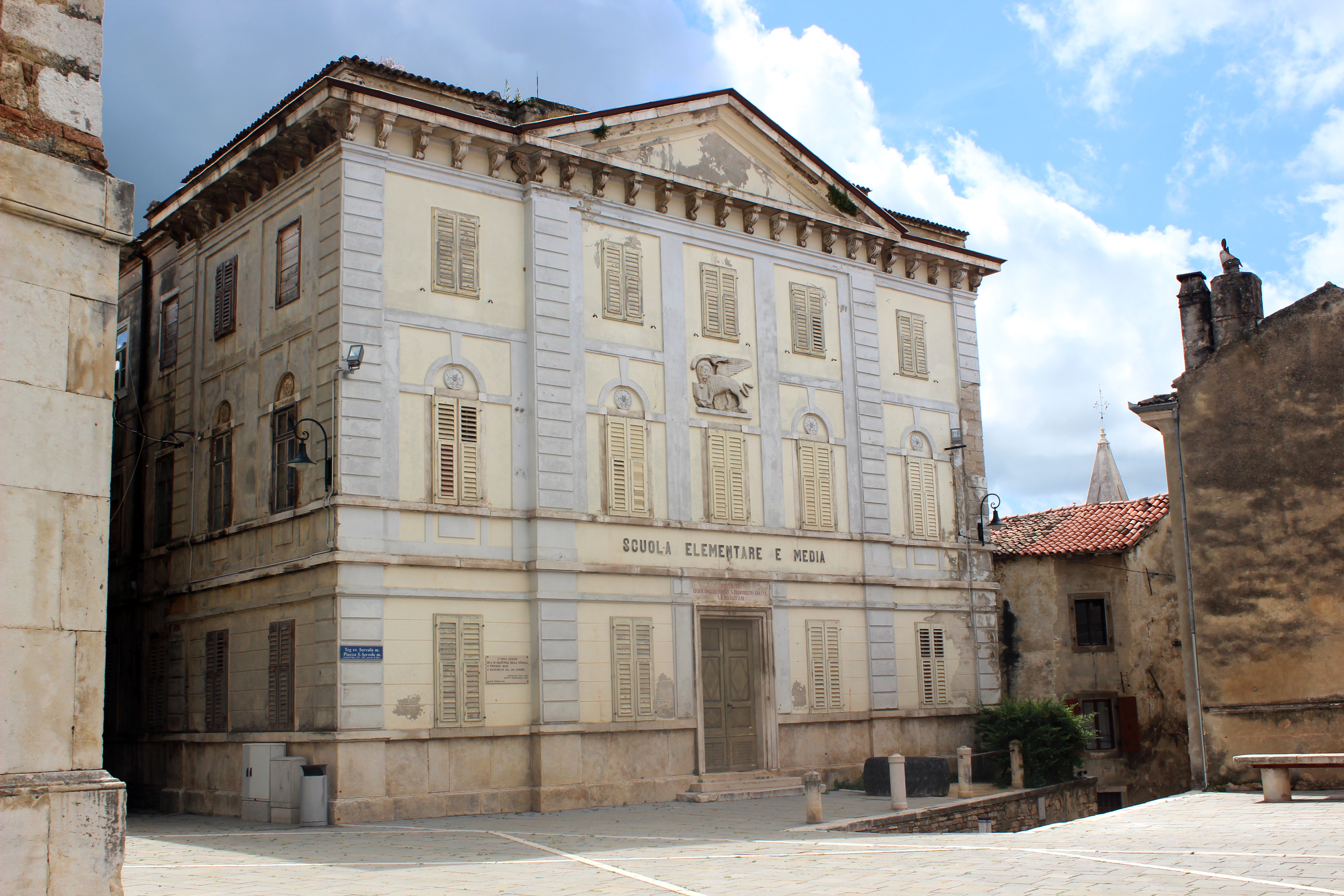
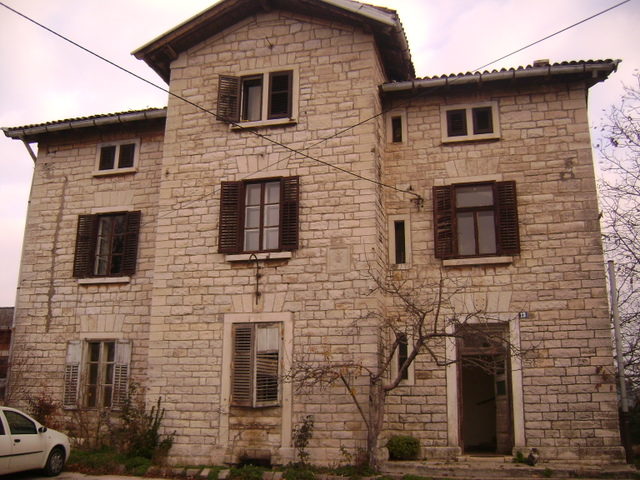
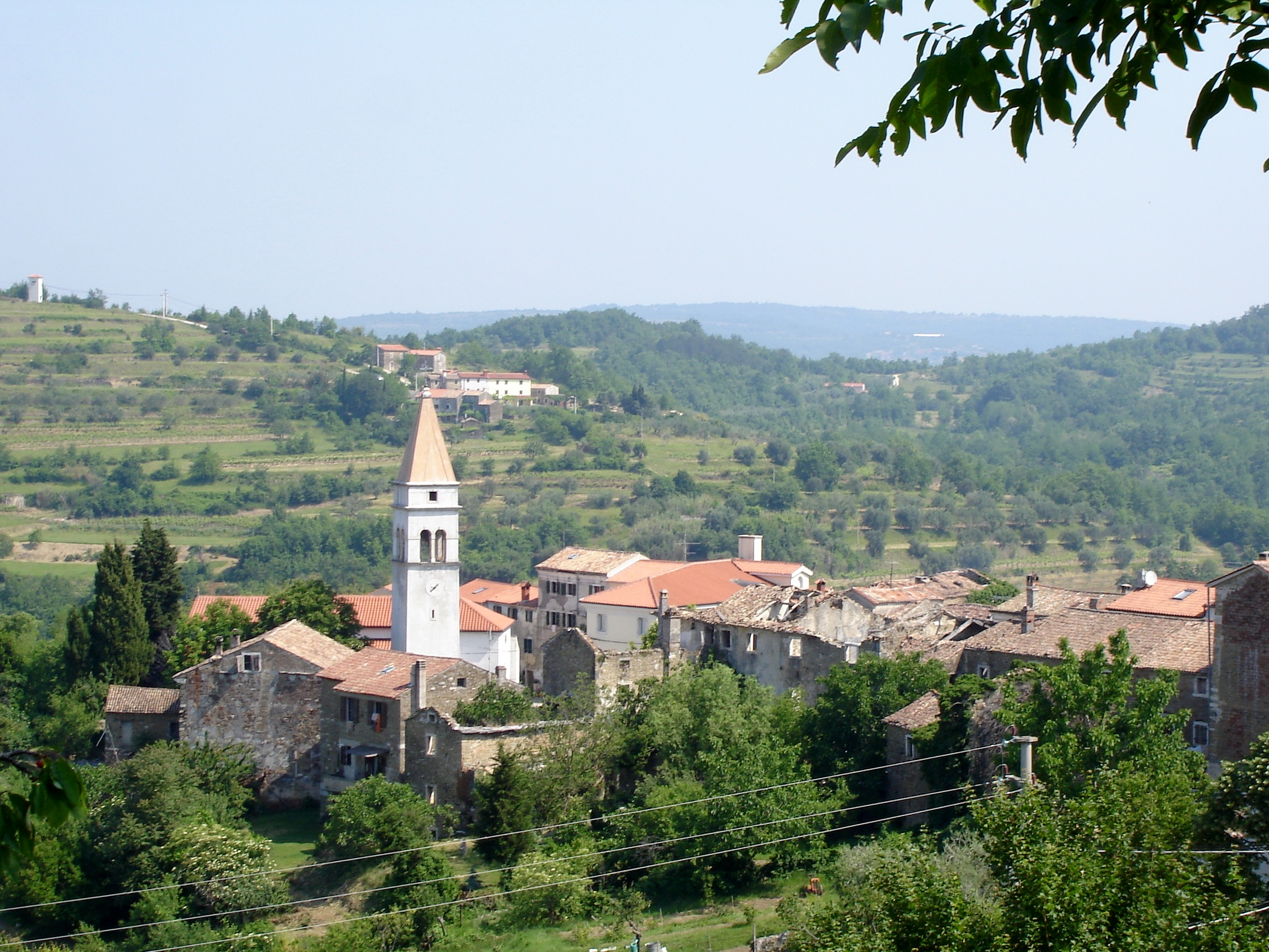
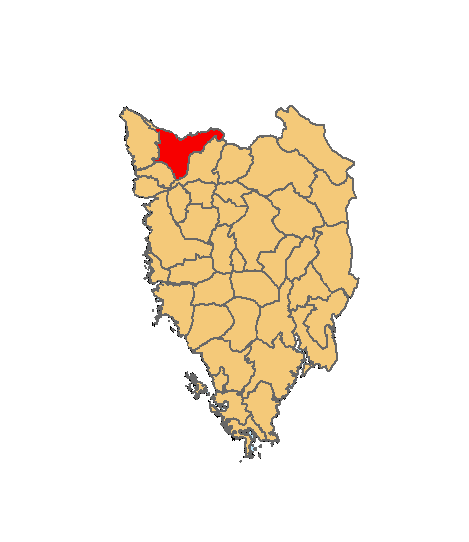
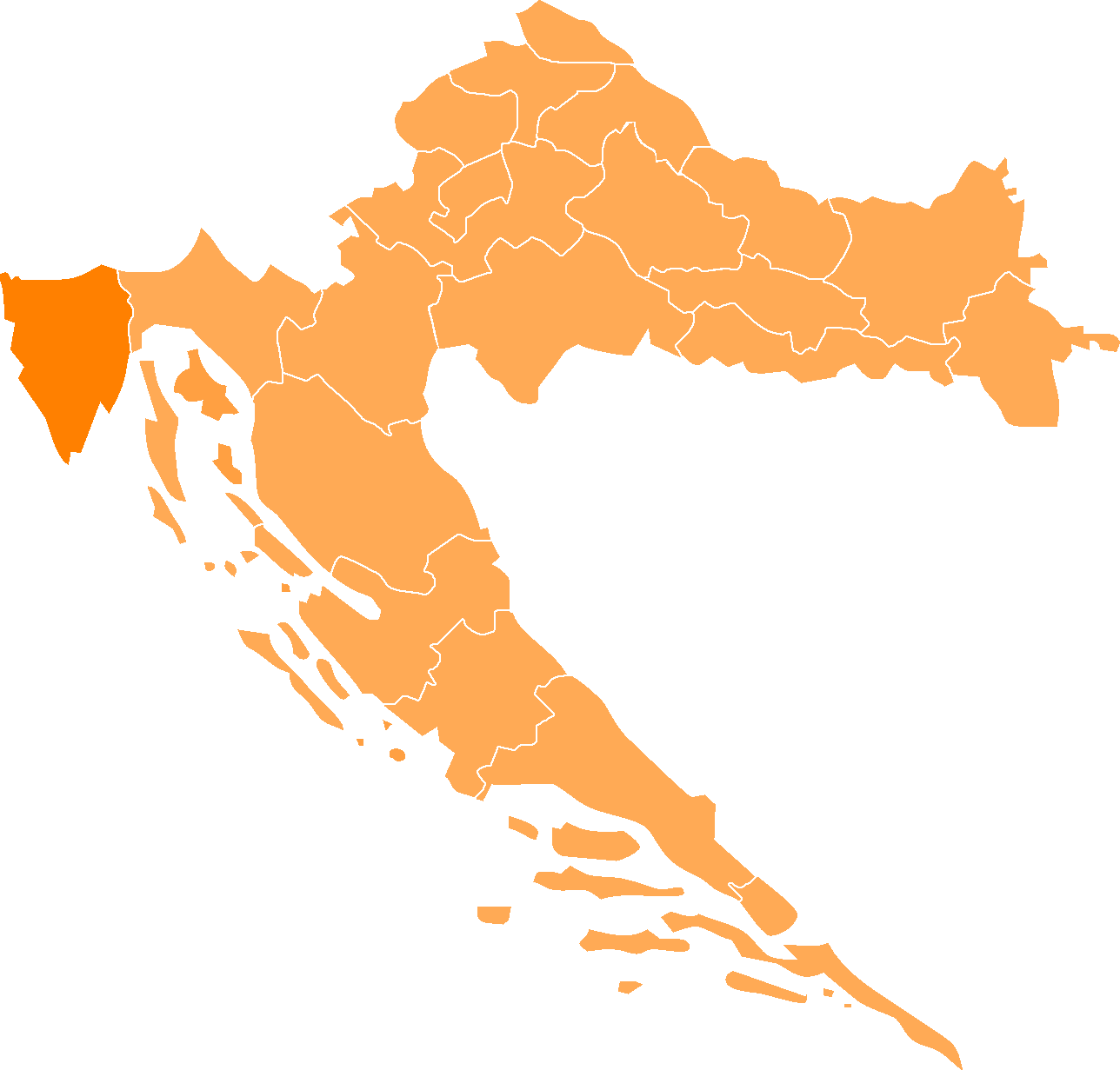